# Mycalesina
De Mycalesina zijn een subtribus van vlinders in de geslachtengroep Satyrini van de onderfamilie Satyrinae. Deze subtribus werd wel in de tribus Elymniini geplaatst. Fylogenetisch onderzoek door Peña et al., waarvan de resultaten in 2006 werden gepubliceerd, maakte aannemelijk dat de Elymniini geen monofyletische groep vormden, en dat de Mycalesina nauwer verwant zijn aan de Satyrini. Die visie werd overgenomen door de Nymphalidae Systematics Group.

## Geslachten
- Mycalesis Hübner, 1818
  - = Dasyomma C. & R. Felder, 1860 non Dasyomma Macquart, 1841 (Diptera)
  - = Culapa Moore, 1879
  - = Mydosama Moore, 1880 nomen novum voor Dasyomma C. & R. Felder, 1860
  - = Calysisme Moore, 1880
  - = Dalapa Moore, 1880
  - = Gareris Moore, 1880
  - = Indalasa Moore, 1880
  - = Jatana Moore, 1880
  - = Kabanda Moore, 1880
  - = Loesa Moore, 1880
  - = Lohora Moore, 1880
  - = Martanda Moore, 1880
  - = Nasapa Moore, 1880
  - = Nebdara Moore, 1880
  - = Nissanga Moore, 1880
  - = Pachama Moore, 1880
  - = Sadarga Moore, 1880
  - = Samanta Moore, 1880
  - = Satoa Moore, 1880
  - = Sevanda Moore, 1880
  - = Suralaya Moore, 1880
  - = Virapa Moore, 1880
  - = Myrtilus de Nicéville, 1891
  - = Samundra Moore, 1891
  - = Drusillopsis Oberthür, 1894
  - = Hamadryopsis Oberthür, 1894
  - = Physcon de Nicéville, 1898
  - = Celebina Fruhstorfer, 1899
  - = Drusillopsis Fruhstorfer, 1908
  - = Bigaena van Eecke, 1915
- Bicyclus Kirby, 1871
  - = Idiomorphus Doumet, 1861 non Idiomorphus de Chaudoir, 1846 (Carabidae)
  - = Monotrichtis Hampson, 1891
  - = Dicothyris Karsch, 1893
- Bletogona C. & R. Felder, 1867
- Brakefieldia Aduse-Poku, Lees & Wahlberg, 2016 [3]
- Hallelesis Condamin, 1961
- Heteropsis Westwood, 1850 [4]
  - = Admiratio Hemming, 1964
  - = Smithia Mabille, 1880 non Smithia Milne Edwards & Haime, 1851 (Coelenterata)
  - = Houlbertia Oberthür, 1916
  - = Masoura Hemming, 1964
  - = Gallienia Oberthür, 1916 non Gallienia Brongniart, 1896 (Tettigoniidae)
- Nirvanopsis Vane-Wright, 2003
  - = Nirvana Tsukada & Nishiyama, 1979 non Nirvana Kirkaldy, 1900 (Cicadellidae)
- Orsotriaena Wallengren, 1858
- Pseudomycalesis Tsukada & Nishiyama, 1979
- Telinga Moore, 1880 [5]